# Ромейково
Ромейково (укр. Ромейково) — село в Катеринопольском районе Черкасской области Украины. Находится в 3 верстах от села Бродецкое.
Население по переписи 2001 года составляло 320 человек. Почтовый индекс — 20512. Телефонный код — 4742.
В середине XIX века в кургане у села Ромейковка в Киевской губернии был найден шлем коринфского типа группы «Гермиона» (V век до нашей эры).

## Местный совет
20530, Черкасская обл., Катеринопольский р-н, c. Гончариха